# Prochaetoparia
Prochaetoparia är ett släkte av ringmaskar. Prochaetoparia ingår i familjen Phyllodocidae.
Kladogram enligt Catalogue of Life:
| Prochaetoparia | \| \| Prochaetoparia abyssicola \| \| \| \| \| \| Prochaetoparia brevis \| \| \| \| |
|                | \| \| Prochaetoparia abyssicola \| \| \| \| \| \| Prochaetoparia brevis \| \| \| \| |
|                | Prochaetoparia abyssicola                                                           |
|                |                                                                                     |
|                | Prochaetoparia brevis                                                               |
|                |                                                                                     |